# ماورو رومان
ماورو رومان (بالإيطالية: Mauro Roman)‏ هو متسابق الحدث إيطالي، ولد في 27 مارس 1954 في ترييستي في إيطاليا.

## وصلات خارجية
- ماورو رومان على موقع اللجنة الأولمبية الدولية (الإنجليزية)
- ماورو رومان على موقع أوليمبيديا (الإنجليزية)
- ماورو رومان على موقع اللجنة الأولمبية الإيطالية (الإيطالية)